# Centaurea saccensis
Centaurea saccensis — вид квіткових рослин родини айстрових (Asteraceae). Ендемік Сицилії. Зустрічається на карбонатних скелях

## Морфологічна характеристика
Багаторічник до 70 см заввишки. Стебло прямовисне, біло запушене, з кількома гілками зверху. Листків розетки 1–2 перисто-розсічені, від біло-запушених до павутино-волосистих, 18–35 см завдовжки. Стеблових листків 1–2 перисто-розсічені, біло запушені, завдовжки 4–7 мм. Квіткові голови в скупченнях по 2–7 або рідше поодиноко. Обгортка яйцеподібна, 12–15 × 14–16 мм. Приквітки ланцетні, від голих до павутинно-волосистих. Придатки від темно-коричневих до чорних. Квіточки рожево-фіолетові. Сім'янки сірі, 4–5 мм завдовжки, 2 мм завширшки. Папус завдовжки 5–6 мм. Цвітіння: травень. Плодіння: травень і червень.